# Aldo López
Aldo López Vargas (Chihuahua, 23 maggio 2000) è un calciatore messicano, centrocampista del Santos Laguna.

## Carriera
Cresciuto nel settore giovanile dell'Atlas, debutta in prima squadra il 30 luglio 2019, in occasione dell'incontro di Copa MX pareggiato per 1-1 contro il Pachuca. Il 14 marzo 2020 debutta anche in Liga MX, disputando l'incontro vinto per 2-3 contro il Toluca. Poco impiegato, viene prestato al Tampico Madero per una stagione e mezza; nel 2022 viene ceduto a titolo definitivo al Santos Laguna.

## Statistiche

### Presenze e reti nei club
Statistiche aggiornate al 30 aprile 2023.
| Stagione              | Squadra               | Campionato            | Campionato | Campionato | Coppe nazionali | Coppe nazionali | Coppe nazionali | Coppe continentali | Coppe continentali | Coppe continentali | Altre coppe | Altre coppe | Altre coppe | Totale | Totale |
| Stagione              | Squadra               | Comp                  | Pres       | Reti       | Comp            | Pres            | Reti            | Comp               | Pres               | Reti               | Comp        | Pres        | Reti        | Pres   | Reti   |
| --------------------- | --------------------- | --------------------- | ---------- | ---------- | --------------- | --------------- | --------------- | ------------------ | ------------------ | ------------------ | ----------- | ----------- | ----------- | ------ | ------ |
| 2019-2020             | Atlas                 | LM                    | 1          | 0          | CM              | 2               | 0               |                    | -                  | -                  |             | -           | -           | 3      | 0      |
| 2020-gen. 2021        | Atlas                 | LM                    | 0          | 0          |                 | -               | -               |                    | -                  | -                  |             | -           | -           | 0      | 0      |
| Totale Atlas          | Totale Atlas          | Totale Atlas          | 1          | 0          |                 | 2               | 0               |                    | -                  | -                  |             | -           | -           | 3      | 0      |
| gen.-giu. 2021        | Tampico Madero        | LE                    | 15         | 0          |                 | -               | -               |                    | -                  | -                  |             | -           | -           | 15     | 0      |
| 2021-2022             | Tampico Madero        | LE                    | 33         | 3          |                 | -               | -               |                    | -                  | -                  |             | -           | -           | 33     | 3      |
| Totale Tampico Madero | Totale Tampico Madero | Totale Tampico Madero | 48         | 3          |                 | -               | -               |                    | -                  | -                  |             | -           | -           | 48     | 3      |
| 2022-2023             | Santos Laguna         | LM                    | 25         | 0          |                 | -               | -               |                    | -                  | -                  |             | -           | -           | 25     | 0      |
| Totale carriera       | Totale carriera       | Totale carriera       | 74         | 3          |                 | 2               | 0               |                    | -                  | -                  |             | -           | -           | 76     | 3      |